# Haploa
Haploa é um gênero de traça pertencente à família Arctiidae.